# Koningsbelt
De Koningsbelt (ook: Grote Koningsbelt) is een 75,5 meter hoge heuvel in de gemeente Hellendoorn in de Nederlandse provincie Overijssel. Hij behoort daarmee samen met onder andere de Tankenberg, de Paasberg, de Lemelerberg en de Braamberg tot de hoogste punten van deze provincie.
De heuvel maakt deel uit van het Nationaal Park Sallandse Heuvelrug. De Koningsbelt ligt twee kilometer ten noorden van de zestig meter hoge Holterberg in de driehoek tussen Nijverdal, Holten en Nieuw Heeten. De Kleine Koningsbelt, die vaak in adem met de Grote Koningsbelt als Koningsbelten wordt aangeduid, kent een hoogte van 72,5 meter en ligt een kilometer noordelijker. In het noordwesten ligt de Sprengenberg.